# 大草原鎮區 (伊利諾伊州傑佛遜縣)
大草原鎮區（英語：Grand Prairie Township）是位於美國伊利諾伊州傑佛遜縣的一個行政鎮區。

## 地方資料
根據2010年美國人口普查的數據，大草原鎮區的面積為94.00平方千米，當中陸地面積為93.70平方千米，而水域面積為0.30平方千米。當地共有人口897人，而人口密度為每平方千米9.54人。